# A93-as autópálya (Németország)
Az A93 (németül Bundesautobahn 93, azaz BAB 93 vagy A93) egy autópálya Németországban, amely északnyugat–délkeleti irányban szeli ketté az ország déli részét. Hossza: 266 km.

## Útja
Hochfranken - Falkenberg - Regensburg - Holladeu

## Sávok
Az út végig, Hochfrankentől Holladeu-ig 2 sávos.